# Guinese montane bossen
De Guinese montane bossen (Engels: Guinean montane forests) vormen een ecoregio in de West-Afrikaanse landen Guinee, Sierra Leone, Liberia en Ivoorkust.

## Geografie
De ecoregio beslaat de delen van de Hooglanden van Guinea die boven 600 meter hoogte liggen en zich uitstrekken over delen van Guinee, Sierra Leone, Liberia en Ivoorkust. Het gaat om hooggelegen toppen en plateaus en omvat het Fouta Djalon-plateau en de massieven van Ziama, Simandou, Tétini, Béro en Kourandou in Guinee, het Lomagebergte en de Tingiheuvels in Sierra Leone, het Nimbagebergte in Guinee, Liberia en Ivoorkust, en de Monts du Toura in Ivoorkust. Deze verspreide bergen en hoogvlakten rijzen op uit een zacht glooiend landschap. Sommige landschappen stijgen steil omhoog zoals het Lomagebergte en de Tingiheuvels in Sierra Leone en de berg Nimba op de grens tussen Liberia, Guinee en Ivoorkust. Andere landschappen zijn liefelijker, zoals de Fouta Djalon in Guinee, een zwaar geërodeerd plateau met een hoogte van 1.100 meter.
Mount Bintumani (1945 meter) in het Lomagebergte is de hoogste berg in West-Afrika ten westen van Mount Cameroon. De volgende hoogste toppen in de regio bevinden zich in het Sankan Biriwa-massief (1850 meter) in de Tingi-heuvels. Andere opmerkelijke bergen in deze ecoregio zijn de berg Nimba (1752 meter), het Simandou-massief in Guinee (1650 meter), het Ziama-massief (1387 meter) in Guinee, de berg Wuteve in Liberia en het Man-massief en de Mont Peko in Ivoorkust.

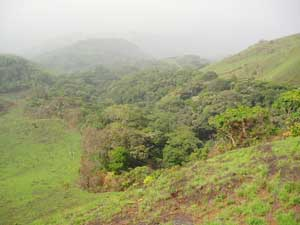
Galerijbos op de hellingen van de Simandou-keten

### Klimaat
De gemiddelde neerslag ligt tussen de 1.600 en 2.400 millimeter per jaar en veel belangrijke rivieren ontspringen in deze bergen. De hoeveelheid regen die er valt verschilt aanzienlijk wat afhangt van de verschillende kanten van de bergen. De meeste regen valt aan de zuidkant van de bergen als gevolg van landinwaarts trekkende buien vanaf de Atlantische Oceaan. Op de noordelijke hellingen valt weinig regen vanuit de Atlantische Oceaan door regenschaduweffecten. Bovendien zijn deze hellingen aan de lijzijde ook onderhevig aan de droge Harmattan-winden die uit de Sahara-woestijn waaien, wat aanleiding geeft tot droge omstandigheden. De temperaturen zijn ook behoorlijk extreem op deze berghellingen, met maximumtemperaturen tussen 24°C en 33°C, terwijl minimumtemperaturen onder de 10°C kunnen dalen.

## Flora
Het brede hoogteverschil van de verschillende bergen binnen de ecoregio, in combinatie met de onderliggende geologie en antropogene activiteiten, hebben geleid tot verschillende plantengemeenschappen. 35 plantensoorten zijn strikt endemisch in deze ecoregio. Verschillende bergen bevatten hun eigen unieke plantensoorten, zoals de orchidee Rhipidoglossum paucifolium die alleen voorkomt op de berg Nimba. 
De lagere delen van de zuidelijke hellingen van bergen die dichter bij de kust liggen zijn bedekt met laaglandbossen. Op de noordelijke hellingen gaat het bos-savanne-mozaïek over in bergbossen naarmate de hoogte en de neerslaghoeveelheid toeneemt. Op gemiddelde hoogte (boven 1000 meter) is het bos vaak gehuld in wolken, deze bossen zijn rijk aan epifyten. Nog hoger op de hoogste bergen maken bossen plaats voor graslanden vermengd met bamboe, moerassen en galerijbossen. De vegetatie van de noordelijke lijwaartse hellingen is meer aangepast aan uitdroging dan de vegetatie van de zuidelijke hellingen. Dit vanwege minder regenval en de uitdrogende effecten van de harmattan-winden.

### Fouta Djalon en Nimbagebergte
Op de Fouta Djalon komen bosrestanten voor die gedomineerd worden door de boomsoort Parinari excelsa. Verder zijn er graslanden met grassoorten uit de geslachten Anadelphia, Loudetia en Tristachya. Graslanden komen ook voor op de bergkammen en toppen van de berg Nimba en wordt daar voornamelijk gedomineerd door soorten uit de geslachten Andropogon en Loudetia, terwijl de zeggesoort Hypolytrum cacuminum voorkomt op sommige nattere hellingen. Vanwege de ligging in de ecoregio westelijke Guinese laaglandbossen is de vegetatie op de lagere hellingen van de berg Nimba tropisch bos, tot een hoogte van 700 meter. Boven de 800 meter worden de bossen gedomineerd door soorten als Parinari excelsa, Gaertnera paniculata, Garcinia polyantha en Syzygium staudtii, samen met een rijk begroeiing aan epifyten. Dichte massa's van Afrotrilepis pilosa komen voor op rotsachtige ontsluitingen en vormen een geschikt groeiplaats voor kleine kruidachtige planten zoals Disa welwitschii, Osbeckia porteresii, Polystachya microbambusa en Swertia mannii.

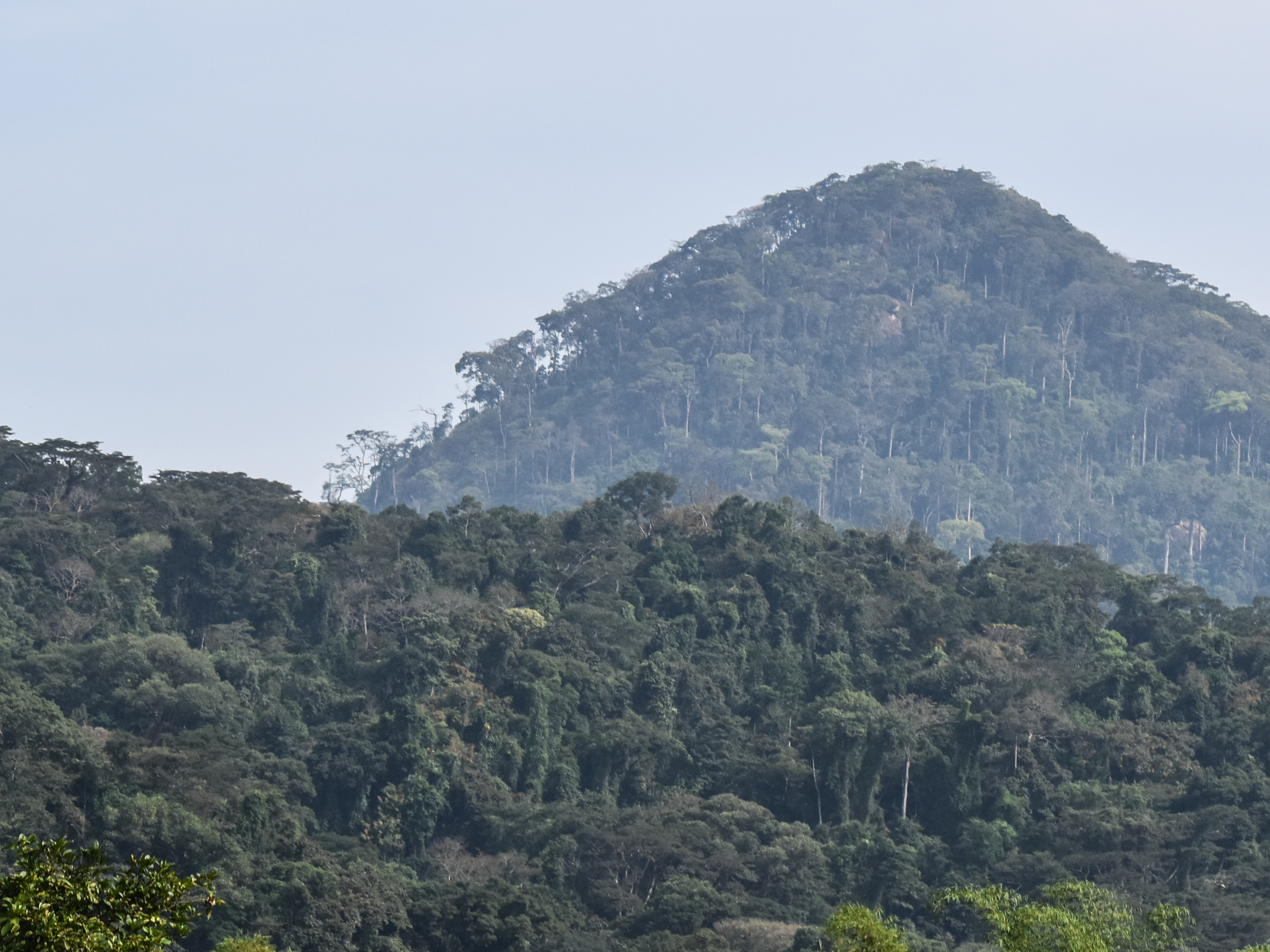
Met bossen begroeide toppen van het Ziama-massief

### Lomagebergte en Tingiheuvels
Zowel het Lomagebergte als de Tingiheuvels liggen aan de noordelijke rand van de westelijke Guinese laaglandbossen. Op deze massieven zijn vier plantengemeenschappen te vinden, waaronder dichte bossen en Guinese savanne (460 - 915 meter), submontane struiksavanne (915 - 1700 meter), berggrasland (1700 meter ) en submontane galerijbossen (1700 meter).
Voor de dichte bossen en de Guinese savanne omvatten de plantengemeenschappen in de vochtige valleien boomsoorten als Uapaca togoensis, Cola lateritia var. maclaudii, Parinari excelsa, Piptadeniastrum africanum en Canarium schweinfurthii. Bepaalde boomsoorten zoals Guarea cedrata, Heritiera utilis en Triplochiton scleroxylon die hier voorkomen, groeien buiten hun normale verspreidingsgebied. De ondergroei-vegetatie wordt gedomineerd door drie soorten, Ochna membranacea, Caloncoba echinata en Morus mesozygia, samen met een schaarse kruidlaag. Het zeldzame kruid Remusatia vivipara beperkt zich tot gespecialiseerde habitat's. In de savannes, die vaak geteisterd worden door natuurbranden, zijn Lophira lanceolata, Parkia biglobosa en Pterocarpus erinaceus de dominante bomen, terwijl Anadelphia leptocoma, Andropogon tectorum en Hyparrhenia diplandra de dominante grassen zijn.
Op grotere hoogte bestaat de struiklaag van de submontane struiksavanne van het Lomagebergte en de Tingiheuvels uit Syzygium spp., Kotschya ochreata var ochreata, Monechma depauperatum, Dissotis elliotii, Dissotis fruticosa, en de boomvarens Cyathea manniana en Cyathea dregei. Kruidachtige planten en grassen in dit gebied omvatten Ctenium newtonii, Loudetia kagerensis, Wedelia africana, met afzonderlijke standplaatsen van Hyparrhenia chrysargyra en Rhytachne rottboellioides. Op de glooiende hellingen die boven 1375 meter uitkomen, vormen Syzygium guineense var. macrocarpum, Tetracera alnifolia, Canthium henriquesianum en Hibiscus noldeae de struiklaag. Grassen en kruiden omvatten hier Samanea spp., Eupatorium africanum, Vernonia purpurea en Hypolytrum cacuminum, terwijl soorten die voorkomen in secundaire bossen zoals Harungana madagascariensis en Trema guineensis aanwezig zijn op de top bij Loma.
De vegetatie van het berggraslanden worden gedomineerd door bolgewassen en vetplanten, waarbij Gladiolus spp., Solenostemon monostachyus spp. latericola, Cyanotis longifolia, Vernonia jaegeri en Thesium tenuissimum de meest voorkomende soorten zijn. Planten die groeien in dunne bodems boven 1650 meter omvatten Scirpus briziformis, Panicum lindleyanum, Swertia mannii, Neurotheca loeselioides, Bulbostylis spp., Polystachya bequaertii en Vigna micrantha. Planten die groeien in de savanne met graskruiden op de Sankan Biriwa-top zijn onder meer Tristachya fulva, Leocus pobeguinii, Solenostemon monostachyus, Dissotis erecta en Kyllinga spp. Op de 3 tot 6 meter diepe grondbodems van de Bintumani-piek groeien kleine kruiden en zeggen zoals Utricularia spp., Lobelia rubescens, Drosera pilosa, Neurophila gentianoides, Pycreus reductus, Eriocaulon spp. en Xyris spp. in grote menigte. De steile hellingen van het Lomagebergte en de Tingiheuvels bevatten mossen en korstmossen waarvan bekend is dat ze kale rotsoppervlakken koloniseren, met daaropvolgende kolonisatie door kruidachtige planten. Van de endemische orofyt Afrotrilepis jaegeri is bekend dat hij zich aangepast heeft aan zulke rotsachtige habitats.
In de submontane galerijbossen van zowel het Lomagebergte als de Tingiheuvels is Parinari excelsa de dominante boomsoort. Ook boomvarens als Cyathea camerooniana en Marattia fraxinea en de bamboesoort Oxytenanthera abyssinica zijn hier belangrijk. Andere bomen zijn Anthonotha macrophylla, Pseudospondias microcarpa, Amphimas pterocarpoides, Daniellia thurifera, Ficus congensis, Terminalia ivorensis, Allanblackia floribunda en Musanga cecropioides. De bodemflora van het galerijbos bestaat uit kruiden, varens en klimplanten en omvat Whitfieldia lateritia, Clematis grandiflora, Sopubia ramosa, Anisopappus africanum, Lonchitis currorii en Ouratea squamosa.

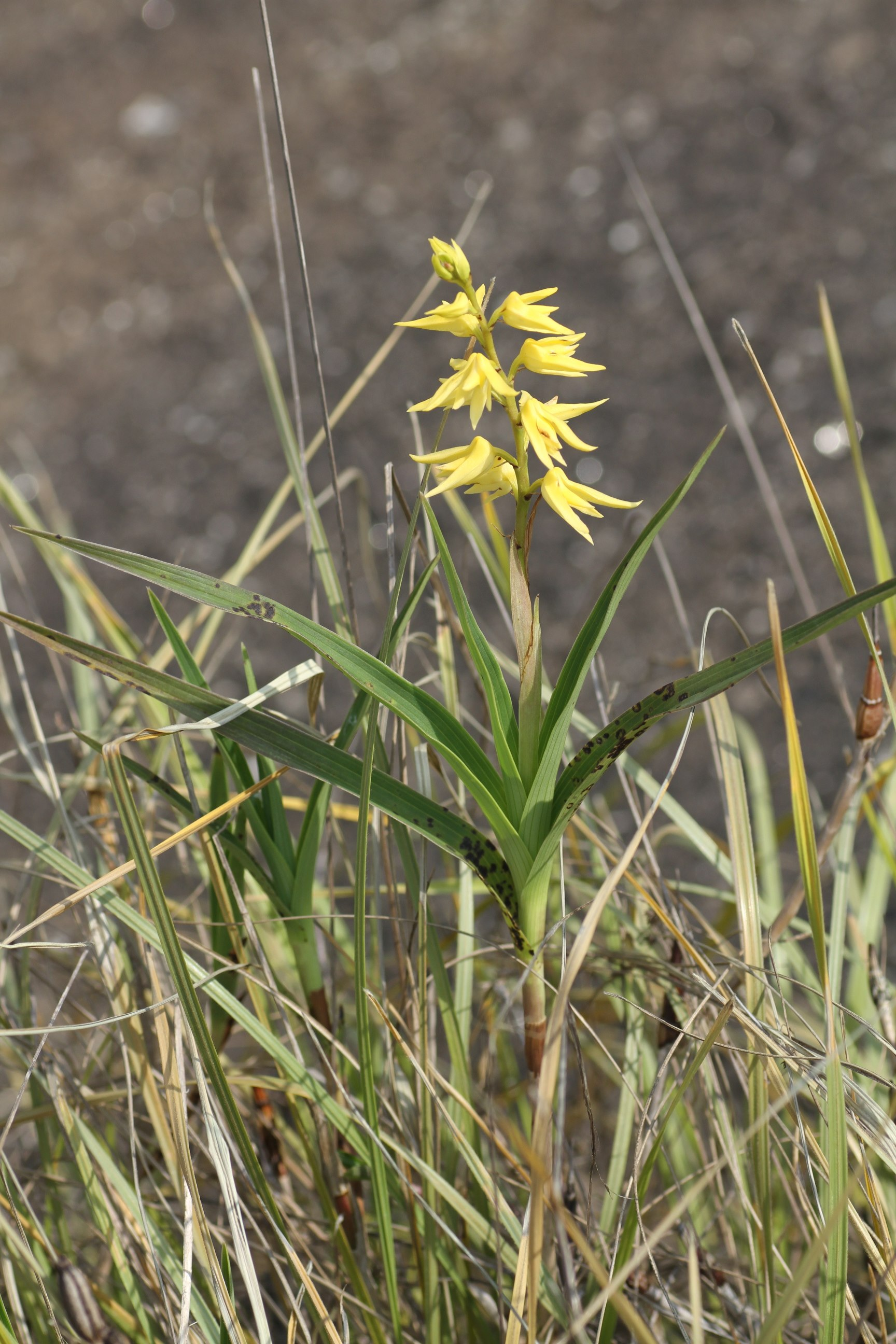
Polystachya microbambusa
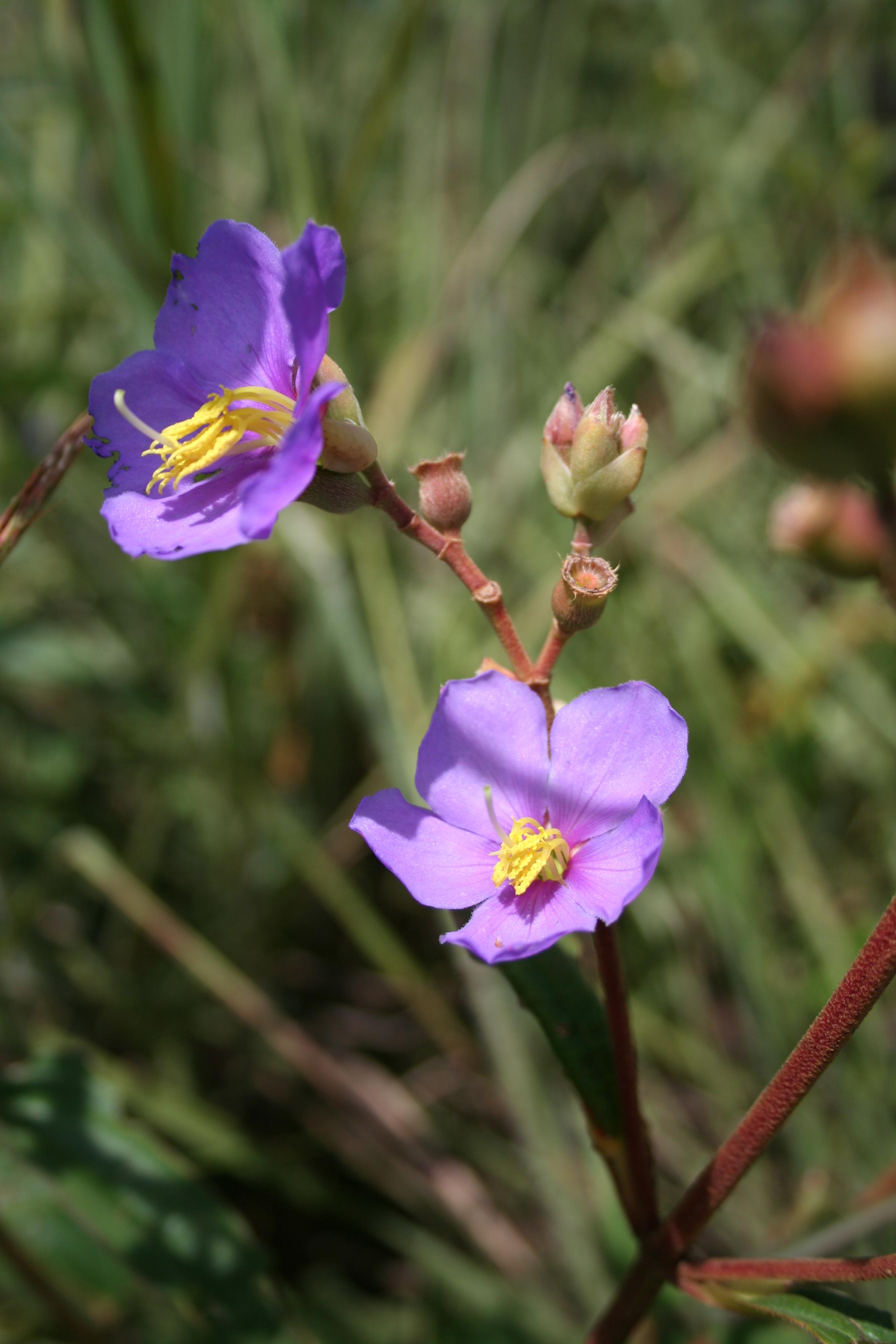
Dissotis elliotii
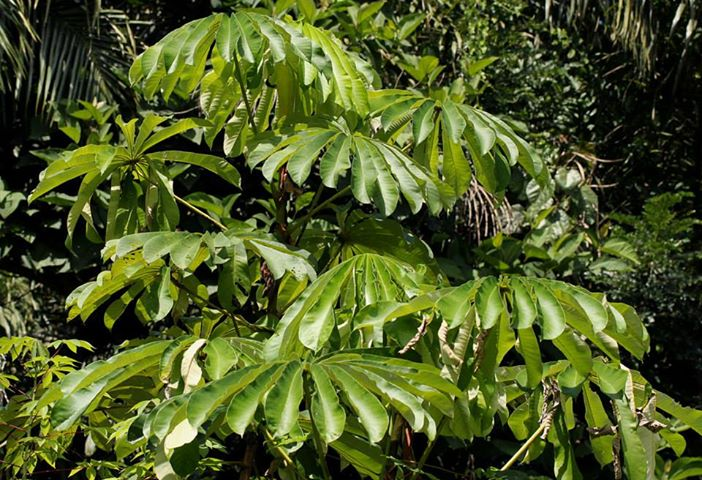
Musanga cecropioides
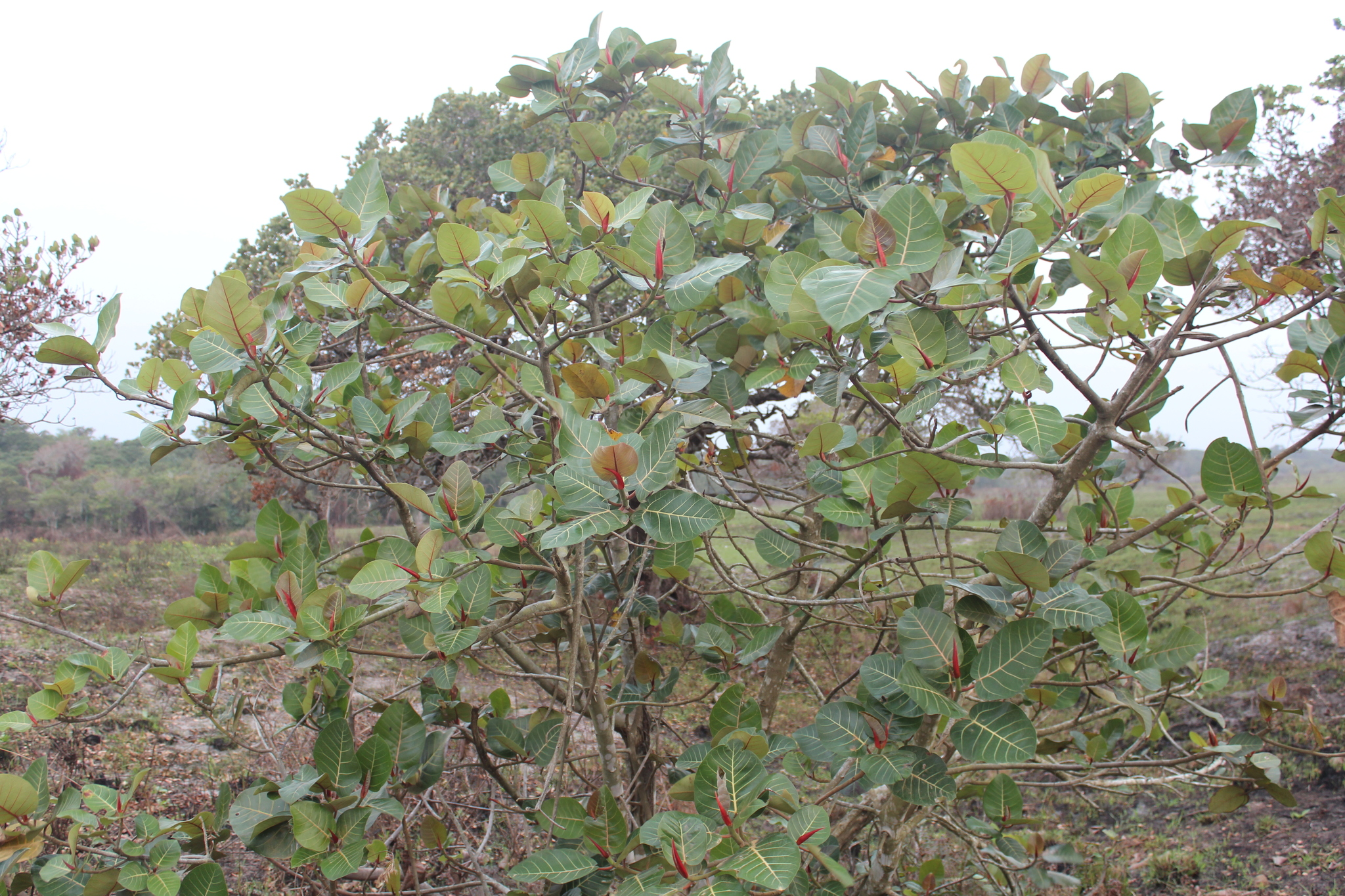
Ficus congensis
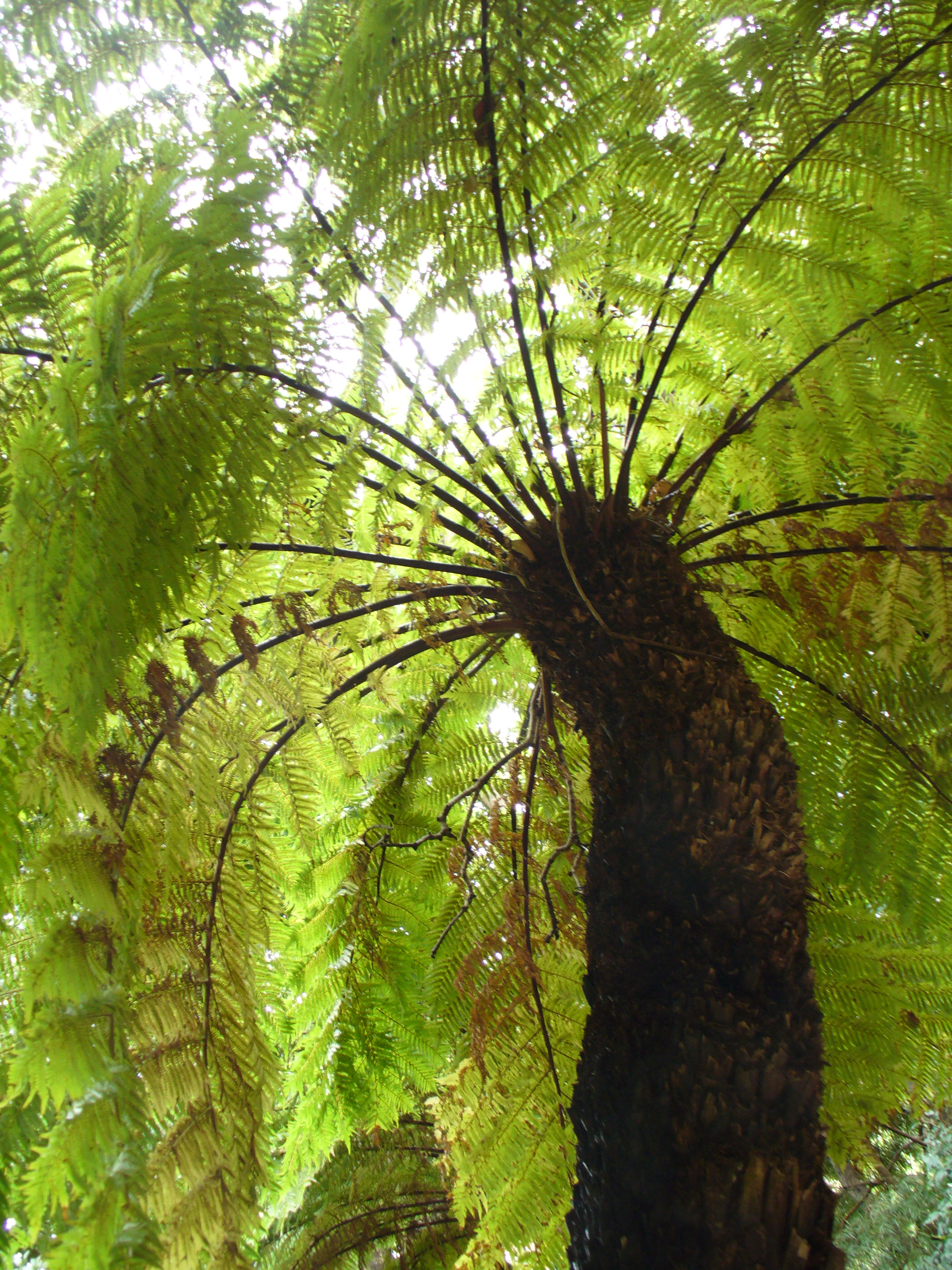
Cyathea dregei

## Fauna
De ecoregio heeft een rijke fauna en bevat ook een aantal endemische soorten. Van de zoogdieren zijn vier soorten die binnen de ecoregio en het omringende laagland endemisch zijn. Dit zijn de dwergotterspitsmuis (Micropotamogale lamottei), twee soorten spitsmuizen (Crocidura obscurior en Crocidura nimbae) en de bladneusvleermuizensoort Hipposideros marisae. In de bergen van deze ecoregio komen een aantal zeldzame boszoogdieren marginaal voor, waaronder Genetta johnstoni en de knaagdierensoort Praomys rostratus. De westelijke chimpansee (Pan troglodytes verus) komt ook voor in deze ecoregio, vooral in het Lomagebergte. Het grootste roofdier in de ecoregio is het luipaard (Panthera pardus). 
Naast zoogdieren bevat de ecoregio ook een grote diversiteit aan vogels. Er komen een aantal zeldzame soorten voor, waaronder twee bijna-endemische soorten, de witoogprinia (Prinia leontica) en de emeraldspreeuw (Coccycolius iris). Op de berg Nimba komt de bijna-endemische witoogprinia, de grijsvleugeljanfrederik (Cossypha polioptera), de kaneeltortel (Columba larvata) en de kortstaartapalis (Apalis sharpii) voor. De witoogprinia komt alleen voor in de galerijbossen van de Hooglanden van Guinea, op hoogtes tussen 500 en 1550 meter. In het Lomagebergte komt de zeldzame witnekkaalkopkraai (Picathartes gymnocephalus) voor.
Verder komen er ook endemische amfibieënsoorten voor binnen deze ecoregio, waaronder de westelijke levendbarende pad (Nimbaphrynoides occidentalis), een endemische pad die voorkomt in savannes op de berg Nimba. Van de reptielensoorten is minder dan vijf soorten bijna-endemisch in deze ecoregio. Er zijn verschillende keversoorten gemeld in zowel het Loma- als het Nimbagebergte. Voor het Lomagebergte zijn dit Promecolanguria lomensis, Barbaropus bintumanensis en Barbaropus explanatus. De soorten die op de berg Nimba voorkomen zijn onder meer Promecolanguria dimidiata, Promecolanguria pseudosulcicollis, Promecolanguria mimbana, Promecolanguria armata en Barbaropus nigritus.

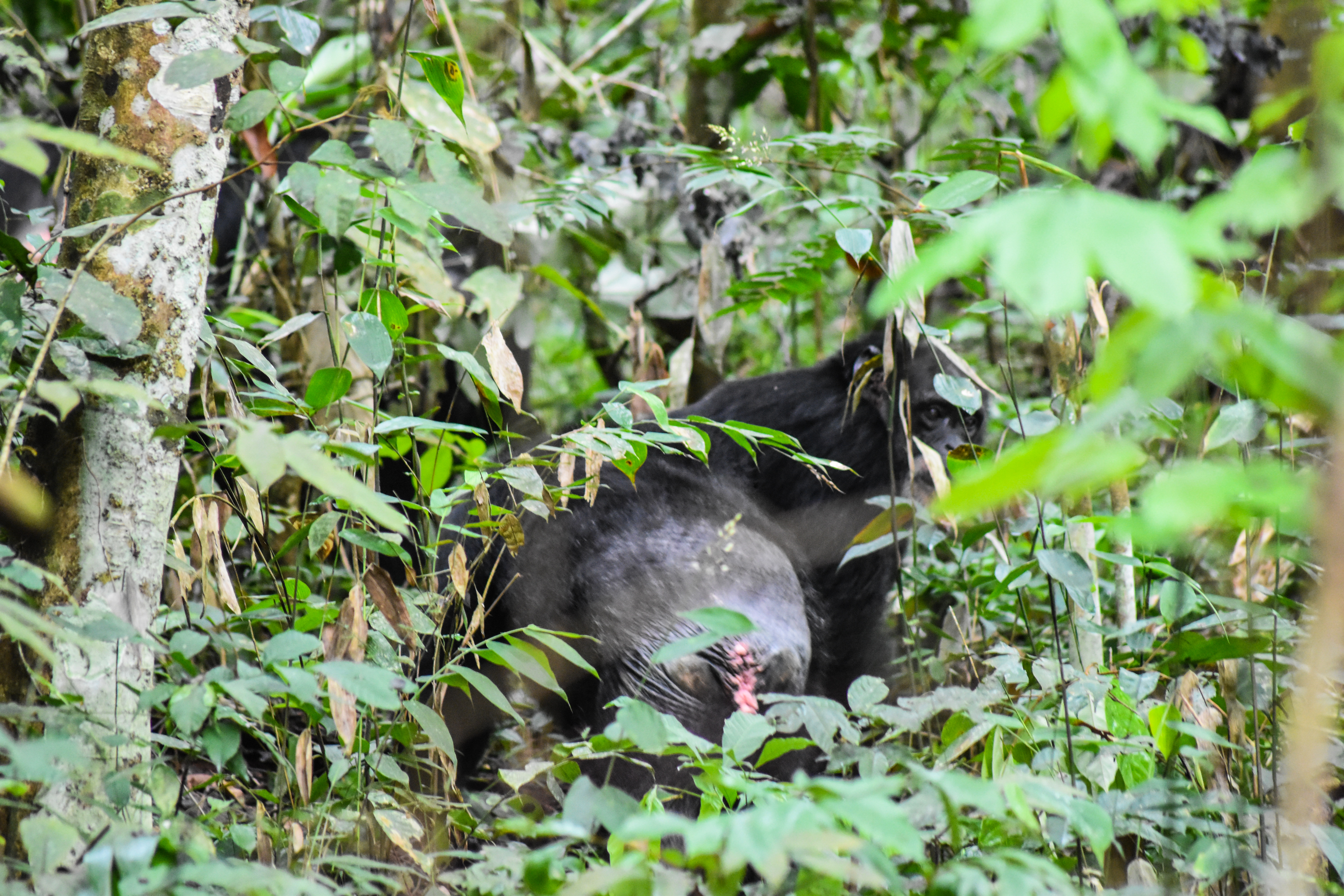
Westelijke chimpansee
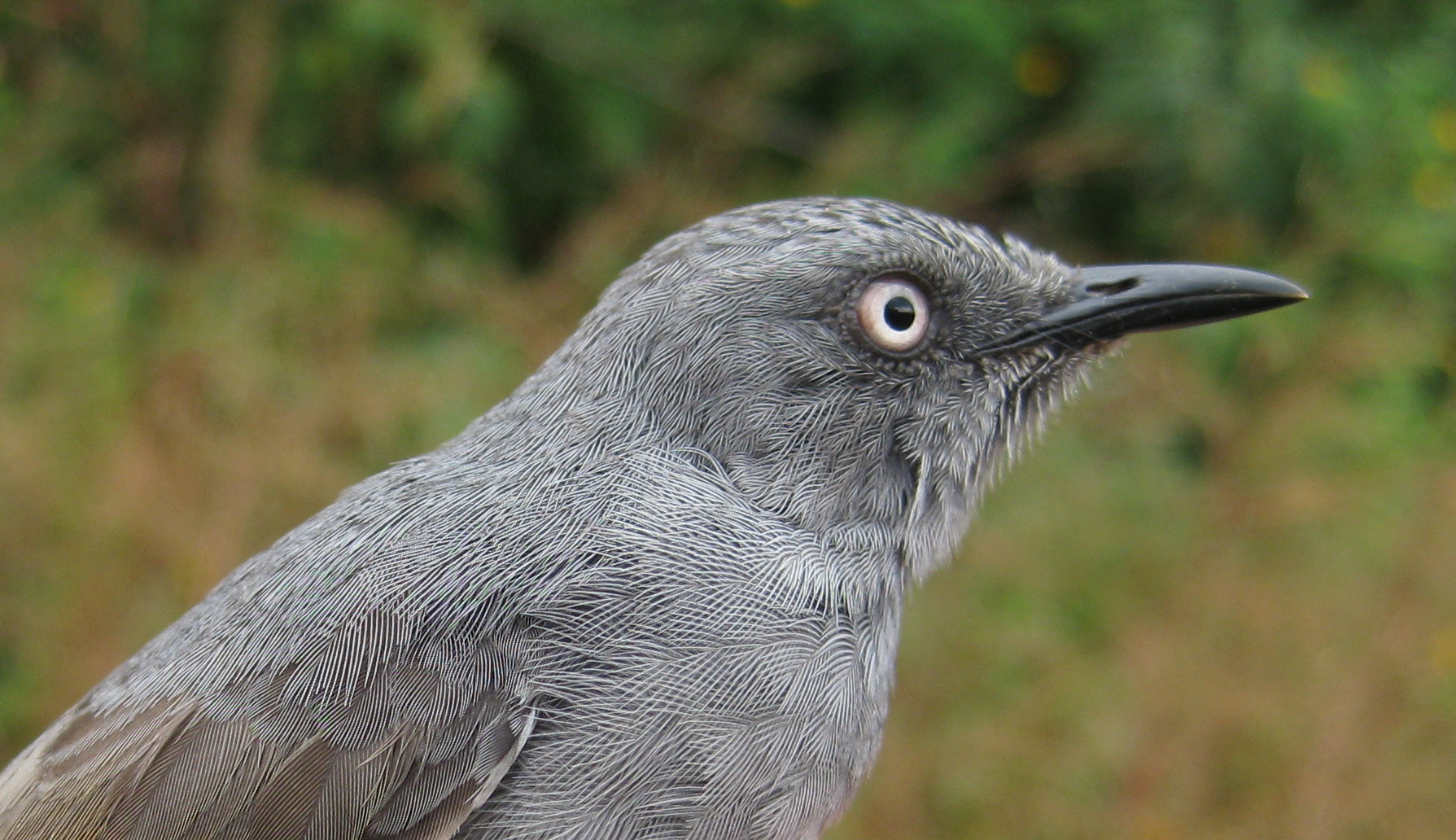
Witoogprinia
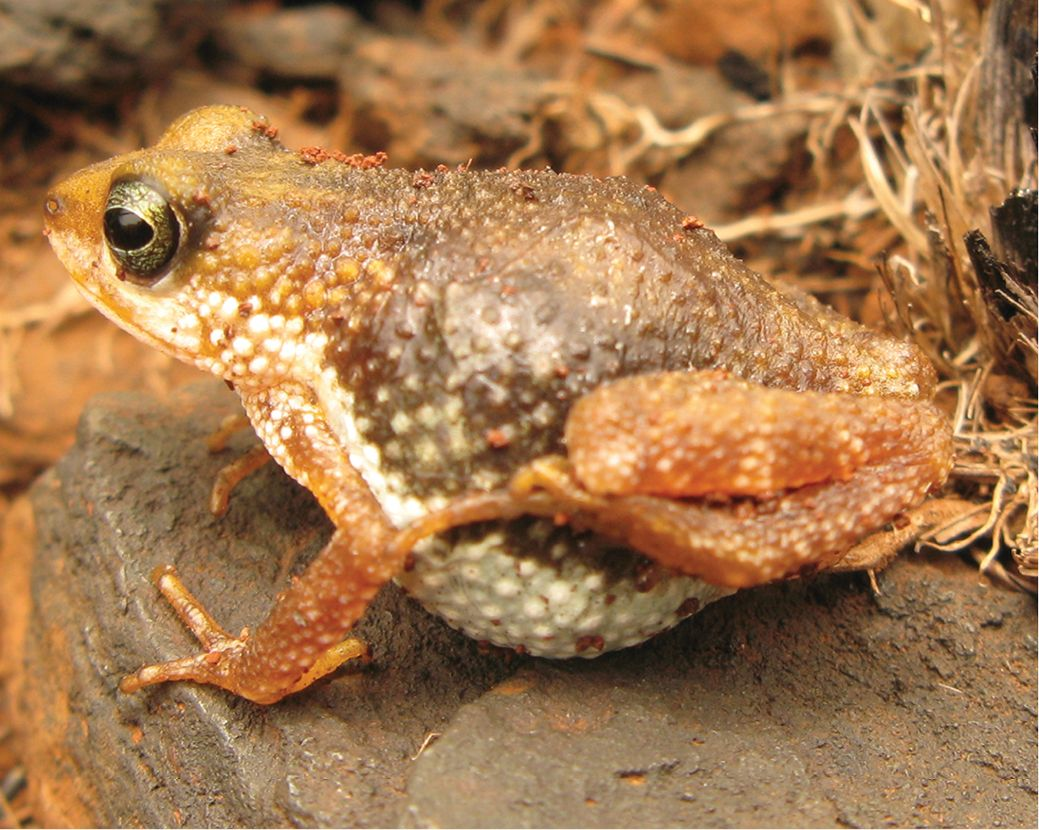
Westelijke levendbarende pad
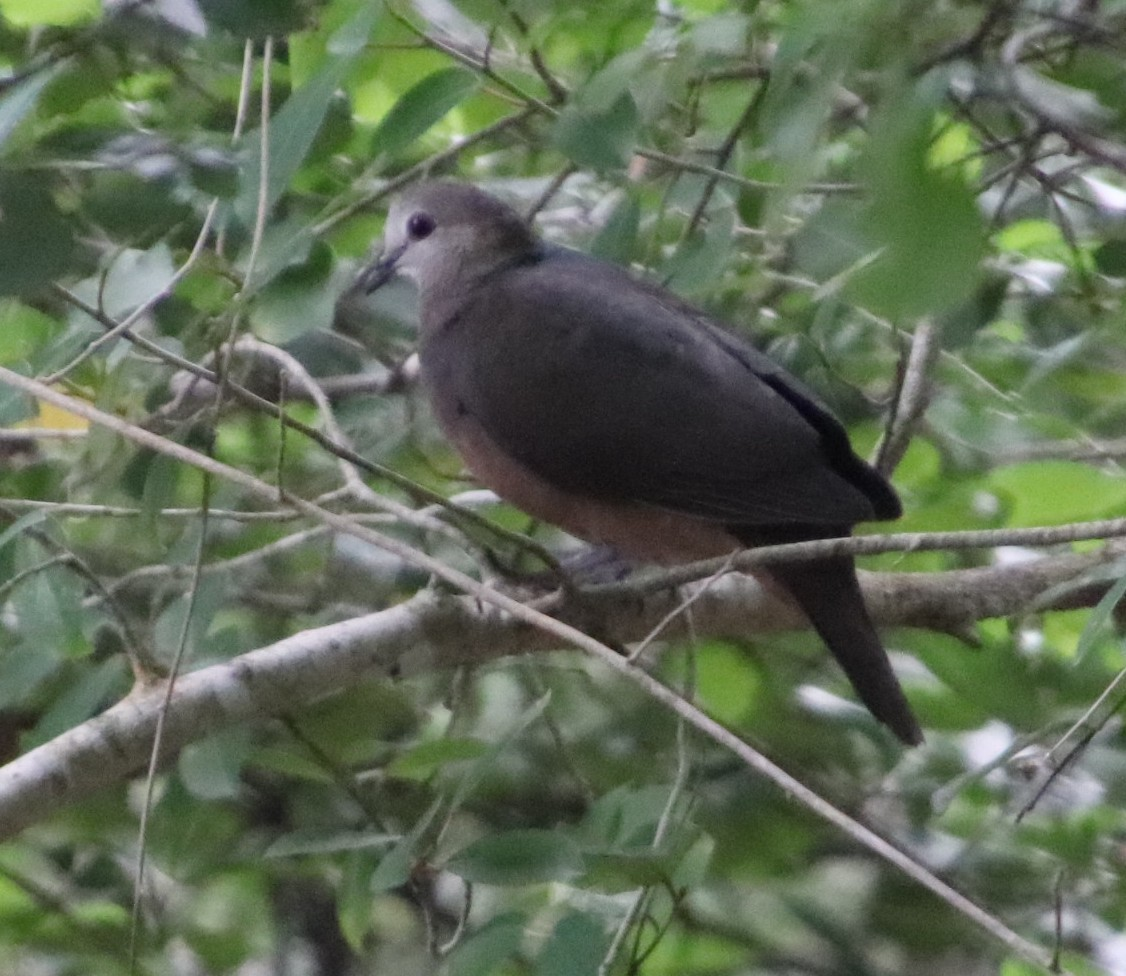
Kaneeltortel